# جمهوری سوسیالیستی کرواسی
جمهوری سوسیالیستی کرواسی، یکی از جمهوری‌های سوسیالیستی تشکیل‌دهندهٔ جمهوری فدرال سوسیالیستی یوگسلاوی بود. این جمهوری، از نظر مساحت و جمعیت، دومین جمهوری تشکیل‌دهندهٔ یوگسلاوی پس از صربستان بود.
این جمهوری، امروزه به کشور مستقل کرواسی تبدیل شده‌است.